# Eão (Axum)
Eão (em grego clássico: Eon) foi um governante do Reino de Axum, que reinou aproximadamente em 400 d.C. Segundo a lista de reis de Axum, de Munro-Hay, foi o décimo terceiro rei. Pouco se sabe de sua história, o pouco que sabemos chegou ao nosso conhecimento das moedas cunhadas durante o seu reinado. Seu título real era bisi dakuen ou bisi anaaph.

## Reinado
Eão pode ter sido o Hiuna mencionado no Livro dos Himiaritas como o líder de uma expedição militar de Axum através do Mar Vermelho até a Arábia do Sul; Munro-Hay observa que a diferença de ortografia poderia ter ocorrido durante a transposição do nome para as duas línguas em questão; mas ele admite que a identificação não é conclusiva, ou se Hiuna era mesmo um rei. 
Eão foi o primeiro rei de Axum a usar o misterioso título + BAC + CIN + BAX + ABA.'Munro-Hay afirma que essa foi traduzida como Basileus habasinon - "Rei dos Abexins" (Habashat/Habash), título usado nas inscrições da Arábia do Sul para se referir aos reis axumitas. 